# Jacqueline Dalya
Jacqueline Dalya (Nueva York, 3 de agosto de 1918-Los Ángeles, 25 de noviembre de 1980) fue una actriz estadounidense.
En Broadway, Dalya apareció en The French Touch (1945) y Now I Lay Me Down to Sleep (1950).
Dalya estuvo casada con el guionista William Conselman. Se divorciaron en 1944. Luego estuvo casada con el letrista Bob Hilliard.
En 1947, Dalya resultó herida mientras daba autógrafos a fanáticos en la ciudad de Nueva York. Cuando alguien le agarró el tobillo y lo sacudió, se cayó y se golpeó la cabeza con la acera.

## Filmografía
| Año  | Título                    | Papel                      | Notas             |
| ---- | ------------------------- | -------------------------- | ----------------- |
| 1939 | Honeymoon in Bali         | Hat Check Girl             | Sin acreditar     |
| 1940 | Viva Cisco Kid            | Helena                     | Sin acreditar     |
| 1940 | Primrose Path             | Dalya - Carmelita's Friend | Sin acreditar     |
| 1940 | One Million B.C.          | Ataf                       |                   |
| 1940 | The Gay Caballero         | Carmelita                  |                   |
| 1941 | Sky Raiders               | Innis Clair                |                   |
| 1941 | Lady from Louisiana       | Pearl                      |                   |
| 1941 | Sangre y arena            | Gachi                      |                   |
| 1941 | Charlie Chan in Rio       | Lola Dean                  |                   |
| 1942 | A Tragedy at Midnight     | Rita                       | Sin acreditar     |
| 1942 | I Married an Angel        | Olga                       | Sin acreditar     |
| 1942 | Cairo                     | Female Theatre Attendant   | Sin acreditar     |
| 1942 | The Secret Code           | Linda                      |                   |
| 1943 | Behind Prison Walls       | Mimi                       |                   |
| 1943 | Mission to Moscow         | Russian Girl               | Sin acreditar     |
| 1943 | All by Myself             | Bathing Model              | Sin acreditar     |
| 1943 | Submarine Base            | Judy Pierson               |                   |
| 1943 | So's Your Uncle           | Garter Girl                |                   |
| 1943 | Fired Wife                | Divorcee                   | Sin acreditar     |
| 1943 | Crazy House               | Grown-Up Sandy             | Sin acreditar     |
| 1943 | Flesh and Fantasy         | Angel                      | Sin acreditar     |
| 1943 | Mystery of the 13th Guest | Marjory Morgan             |                   |
| 1944 | Voice in the Wind         | Portuguese Girl            |                   |
| 1944 | Escuela de sirenas        | Maria Dorango              |                   |
| 1944 | Gran Hotel                | Mrs. White                 |                   |
| 1945 | Song of Mexico            | Eve Parker                 |                   |
| 1946 | Queen of Burlesque        | Dolly DeVoe                |                   |
| 1948 | El tesoro de Sierra Madre | Flashy Girl                | Sin acreditar     |
| 1948 | Adventures of Casanova    | Lady Adria                 |                   |
| 1948 | Mystery in Mexico         | Dolores Fernandez          |                   |
| 1948 | Smugglers' Cove           | Sandra Hasso               |                   |
| 1949 | El gran gorila            | Nightclub Dancer           | Sin acreditar     |
| 1950 | Wabash Avenue             | Cleo                       |                   |
| 1950 | Mystery Submarine         | Carla von Molter           |                   |
| 1970 | Love Me Like I Do         | Attorney's Wife            |                   |
| 1970 | Blood Mania               | Kate                       |                   |
| 1972 | Miss Melody Jones         | Helen                      | (final film role) |